# Liste de personnalités liées à Saint-Jean
Voici une liste de personnalités saint-jeanoises, c'est-à-dire nées ou liées à la ville de Saint-Jean, qui est la plus grande ville du Nouveau-Brunswick, au Canada.
- Haut – A
- B
- C
- D
- E
- F
- G
- H
- I
- J
- K
- L
- M
- N
- O
- P
- Q
- R
- S
- T
- U
- V
- W
- X
- Y
- Z

## B
- Blank Banshee/Patrick Driscoll (1987-), artiste et musicien, né à Saint-Jean ;
- Thomas Barlow (1788-1844), homme d’affaires et homme politique, né et mort à Saint-Jean ;
- Sibella Annie Barrington (1867-1929), infirmière et administratrice, morte à Saint-Jean ;
- John Babington Macaulay Baxter (1868 - 1946), premier ministre du Nouveau-Brunswick, né et mort à Saint-Jean ;
- William Bayard (1814-1907), médecin, chirurgien et auteur, mort à Saint-Jean ;
- Thomas Bell (1863-1945), marchand et homme politique, né à Saint-Jean ;
- Thomas Miller Bell (1923-1993), avocat et homme politique, né à Saint-Jean ;
- James Bennet (1817-1901), prêtre presbytérien, mort à Saint-Jean ;
- John Murray Bliss (1771-1834), avocat, officier de milice, fonctionnaire, homme politique, juge et administrateur colonial, mort à Saint-Jean ;
- George Bond (1790-1852), homme politique, homme d'affaires et prêtre, mort à Saint-Jean ;
- Amos Edwin Botsford (1804 - 1894), ancien président du Sénat du Canada ;
- John Boyd (1826-1893), homme d’affaires, fonctionnaire et homme politique, mort à Saint-Jean ;
- Alexander Boyle (1771-1854), médecin, chirurgien et officier, mort à Saint-Jean ;
- William Franklin Bunting (1825-1897), fonctionnaire, magistrat stipendiaire, auteur et amateur de sports, né à Saint-Jean ;
- William Richard Mulharen Burtis (1818-1882), avocat, auteur et journaliste, né à Saint-Jean ;
- Mather Byles (1734-1814), prêtre, mort à Saint-Jean.

## C
- Jody Carr (1975-), homme politique, né à Saint-Jean ;
- John Alexander Chesley (1837-1922), fondeur et homme politique, né à Saint-Jean ;
- Ward Chipman (1787-1851), avocat, fonctionnaire, juge et homme politique, né et mort à Saint-Jean ;
- Henry Chubb (1787-1855), imprimeur, journaliste, officier de milice, juge de paix et homme politique, né et mort à Saint-Jean ;
- Erminie Cohen (1926 - ), femme d'affaires et politicienne, née à Saint-Jean ;
- Chris Collins (1962-), homme d'affaires et homme politique, né à Saint-Jean ;
- James Patrick Collins (1824-1847), médecin, mort sur l'île Partridge ;
- Stompin' Tom Connors (1936-2013), chanteur country, né à Saint-Jean ;
- Robert Alfred Corbett (1938-), homme d'affaires et homme politique, né à Saint-Jean ;
- Mary Coy (1771-1859), fermière, marchande et auteure, morte à Saint-Jean ;
- John Waterbury Cudlip (1815-1885), marchand et homme politique, né et mort à Saint-Jean ;
- Louis Arthur Cunningham (1900-1954), écrivain, né à Saint-Jean.

## D
- Thomas Wilder Daniel (1818-1892), homme d'affaires et philanthrope, mort à Saint-Jean ;
- Alice Catharine Davis (1834-1915), fondatrice et personnalité de la communauté juive, morte à Saint-Jean ;
- Joseph A. Day (1945-), sénateur, né à Saint-Jean ;
- James De Mille (1833 - 1880), écrivain, né à Saint-Jean ;
- Jeremiah Smith Boies De Veber (1930-1908), homme d'affaires et homme politique, né à Saint-Jean ;
- Noah Disbrow (1772-1853), homme d'affaires, homme politique et juge de paix, mort à Saint-Jean ;
- Louisa Anne Donald (1844-1915), réformatrice sociale, morte à Saint-Jean.

## E
- Sylvester Zobieski Earle (1822-1888), médecin et homme politique, mort à Saint-Jean ;
- William Elder (1822-1883), prêtre, journaliste et homme politique, mort à Saint-Jean ;
- Stanley Edward Elkin (1880-1960), homme d'affaires et homme politique, né à Saint-Jean ;
- John Valentine Ellis (1825-1913), journaliste et homme politique, mort à Saint-Jean.

## F
- Charles Henry Fairweather (1826-1894), homme d'affaires, mort à Saint-Jean  ;
- Walter Edward Foster (1873 - 1947), premier ministre du Nouveau-Brunswick, mort à Saint-Jean.

## G
- Albert Girard (1949-), homme d'affaires et homme politique, né à Saint-Jean ;
- Charles Gorman (1897 - 1940), patineur de vitesse, né à Saint-Jean ;
- Benjamin Gerrish Gray (1768-1854), prêtre, mort à Saint-Jean.

## H
- James Hannay (1842-1910), avocat, rédacteur en chef et auteur, mort à Saint-Jean ;
- Thomas Harding (1786-1854), tanneur, homme politique et juge de paix, né et mort à Saint-Jean ;
- James Stanley Harris (1803-1888), forgeron, industriel, marchand et fonctionnaire, mort à Saint-Jean ;
- Bev Harrison (1942-), homme politique, né à Saint-Jean ;
- George Adkin Hartley (1842-1910), prêtre, mort à Saint-Jean ;
- Warren Franklin Hatheway (1850-1923), commis, teneur de livres, homme d'affaires, auteur et homme politique, né et mort à Saint-Jean  ;
- George Upham Hay (1843-1913), éducateur, botaniste, auteur, rédacteur en chef et éditeur, mort à Saint-Jean ;
- John Douglas Hazen (1860 - 1937), premier ministre du Nouveau-Brunswick, mort à Saint-Jean ;
- William Hazen (1738-1814), homme d'affaires, homme politique et fonctionnaire, mort à Saint-Jean ;
- Eliza Parks Hegan (1861-1917), infirmière, née et morte à Saint-Jean ;
- Trevor Holder (1973-), homme politique, né à Saint-Jean ;
- Robert Tinson Holman (1833-1906), homme d'affaires, né à Saint-Jean ;
- John Elisha Peck Hopper (1841-1895), éducateur, administrateur scolaire, prêtre, rédacteur en chef et auteur, mort à Saint-Jean ;
- Stephen Humbert (1766 ou 1767-1849), boulanger, marchand, homme politique, officier de milice, fonctionnaire, chef laïc méthodiste, professeur de chant, auteur et musicien, mort à Saint-Jean ;
- Jennie Phelan Hutchison (1878-1902), réformatrice et suffragette, mort à Saint-Jean.

## J
- David Russell Jack (1864-1913), auteur, homme politique, rédacteur en chef et éditeur, né à Saint-Jean ;
- Isaac Allen Jack (1843-1903), avocat et auteur, né et mort à Saint-Jean ;
- Stuart Jamieson (1951-), charpentier et homme politique, né à Saint-Jean ;
- Edward James Jarvis (1788-1852), avocat, notaire, fonctionnaire, juge et homme politique, né à Saint-Jean ;
- Munson Jarvis (1742-1825), marchand et homme politique, mort à Saint-Jean ;
- William Munson Jarvis (1838-1921), avocat, agent d'assurances et auteur, né et mort à Saint-Jean ;
- Hugh Johnston (1756-1829), homme d'affaires, homme politique et juge de paix, mort à Saint-Jean ;
- Thomas Rosenell Jones (1825-1901), homme d'affaires et homme politique, né et mort à Saint-Jean.

## K
- George Edwin King (1839 - 1901), premier ministre du Nouveau-Brunswick, juge de la Cour suprême du Canada, né à Saint-Jean ;
- Noël Kinsella (1939 - ), président du Sénat du Canada, né à Saint-Jean.

## L
- Mike Landers (1943-), Avocat, conseiller en chimiodépendance et homme politique, né à Saint-Jean ;
- Israël Landry (1843-1910), instituteur, musicien, marchand, rédacteur en chef et éditeur, mort à Saint-Jean ;
- Alexander Lawrence (1788-1843), ébéniste, tapissier et musicien, mort à Saint-Jean ;
- Joseph Wilson Lawrence (1818-1892), ébéniste, entrepreneur de pompes funèbres, homme politique, fonctionnaire et historien, né à Saint-Jean ;
- Thomas Leavitt (1795-1850), homme d'affaires, né et mort à Saint-Jean ;
- Abel Leblanc, homme politique, né à Saint-Jean ;
- George Hebert Lee (1854-1905), avocat et auteur, né à Saint-Jean ;
- Claude Léger (1920-), avocat, notaire et homme politique, né à Saint-Jean;
- James Davies Lewin (1812-1900), fonctionnaire, homme d'affaires et homme politique, mort à Saint-Jean ;
- Martha Hamm Lewis (1831-1892), institutrice, morte à Saint-Jean ;
- Gabriel George Ludlow (1736-1808), homme politique, juge, fonctionnaire et administrateur colonial, mort à Saint-Jean ;
- George Killman Lugrin (1792-1835), imprimeur, fonctionnaire et propriétaire de journaux, né à Saint-Jean.

## M
- David Laurence MacLaren (1893-1960), lieutenant-gouverneur du Nouveau-Brunswick, né à Saint-Jean ;
- Allan Getchell McAvity (1882-1944), ingénieur, marchand et homme politique, né à Saint-Jean ;
- James Hendricks McAvity (1838-1910), industriel, né et mort à Saint-Jean ;
- George Manning McDade (1893-1966), avocat, journaliste et homme politique, né à Saint-Jean ;
- George McInerney (1857-1908), homme politique, mort à Saint-Jean ;
- Stanley William McInnis (1865-1907), dentiste et homme politique, né à Saint-Jean ;
- Andrew McKim (1970-), ancien joueur de hockey sur glace ;
- John McMillan (1816-1886), marchand, homme politique et fonctionnaire, mort à Saint-Jean ;
- John Mcmillan (1833-1905), papetier-libraire, éditeur et fonctionnaire, mort à Saint-Jean ;
- George Frederick Matthew (1837-1923), fonctionnaire, géologue, paléontologue, conservateur de musée et auteur, né à Saint-Jean ;
- Gerald Stairs Merrithew (1931-2004), directeur d'école, enseignant et homme politique, né à Saint-Jean ;
- Nehemiah Merritt (1770-1842), homme d'affaires et juge de paix, mort à Saint-Jean ;
- Thomas Millidge (1776-1838), homme d'affaires, homme politique, juge de pais et juge, mort à Saint-Jean ;
- Jacob S. Mott (1772-1814), imprimeur, propriétaire de journaux, libraire et papetier, mort à Saint-Jean ;
- Frances Elizabeth Murray (1831-1901), militante sociale et auteure, morte à Saint-Jean.

## N
- Edwin G. Nelson (1848-1904), libraire-papetier, auteur et musicien, né à Saint-Jean ;
- Arthur James Nesbitt (1880 - 1954), homme d'affaires, né à Saint-Jean ;
- James Nevins (1821-1893), homme d'affaires, né à Saint-Jean ;
- Thomas Nisbet (1777-1850), ébéniste, tapissier, homme d'affaires et officier de milice, mort à Saint-Jean.

## O
- John Daniell O'Connell O'Brien (1831-1891), peintre, né à Saint-Jean ;
- William Fitzwilliam Owen (1774-1857), officier de marine, hydrographe, propriétaire foncier, homme politique, auteur, juge de paix et juge, mort à Saint-Jean.

## P
- William Pagan (1744-1819), homme d'affaires et homme politique, mort à Saint-Jean ;
- John Hegan Parks (1836-1903), ingénieur civil et industriel, né et mort à Saint-Jean ;
- Robert J. Patterson (1809-1884), esclave puis propriétaire de restaurant, mort à Saint-Jean ;
- Benjamin Lester Peters (1790-1852), marchand, officier de milice, homme politique et juge de paix, mort à Saint-Jean ;
- Mabel Phoebe Peters (1861-1914), aubergiste et réformatrice sociale, née à Saint-Jean ;
- George Frederick Phillips (1862 - 1904), héros militaire, né à Saint-Jean ;
- Walter Pidgeon (1897 - 1984), acteur, né à Saint-Jean.

## R
- George Goodridge Roberts (1832-1905), professeur et prêtre, né à Saint-Jean ;
- John Robinson (1762-1828), homme d'affaires, fonctionnaire et homme politique, mort à Saint-Jean ;
- William Michael Ryan (1887-1938), avocat, journaliste et homme politique, né à Saint-Jean.

## S
- Alexander McLeod Seely (1812-1882), homme d'affaires et fonctionnaire, né et mort à Saint-Jean ;
- Dorothy Shephard, femme d'affaires et femme politique, née à Saint-Jean;
- James Paterson Sheraton (1841-1906), prêtre, enseignant, rédacteur en chef et auteur, né à Saint-Jean ;
- Thomas Stockwell Simms (1845-1908), fabricant de brosses et de balais, mort à Saint-Jean ;
- Charles Simonds (en) (1783-1859), homme d'affaires, homme politique et fonctionnaire, né et mort à Saint-Jean ;
- James Simonds (1735-1831), homme d'affaires, juge de paix, juge, fonctionnaire et homme politique, mort à Saint-Jean ;
- Richard Simonds (1789-1837), homme d'affaires, homme politique, juge de paix, juge et fonctionnaire, né et mort à Saint-Jean ;
- Charles Nelson Skinner (1833-1910), avocat, juge et homme politique, né à Saint-Jean ;
- Emma Sophia Skinner (1852-1914), professeur, suffragette et réformatrice sociale, née et morte à Saint-Jean ;
- Matt Stairs (1968 - ), joueur de la Ligue majeure de baseball, né à Saint-Jean ;
- James Leonard Sugrue (1883-1930), charpentier, organisateur syndical, chef syndical et fonctionnaire, né et mort à Saint-Jean ;
- Donald Sutherland (1935-2024), acteur, né à Saint-Jean ;
- John Sweeny (1821-1901), prêtre et évêque, mort à Saint-Jean.

## T
- Glenn Tait, chef de pompiers, conseiller municipal et homme politique, né à Saint-Jean ;
- William Henry Thorne (1844 - 1923), homme d'affaires, né à Saint-Jean ;
- Leonard Percy de Wolfe Tilley (1870 - 1947), premier ministre du Nouveau-Brunswick, mort à Saint-Jean ;
- Samuel Leonard Tilley (1818 - 1896), premier ministre et lieutenant-gouverneur du Nouveau-Brunswick, mort à Saint-Jean ;
- Jeremiah Travis (1830-1911), homme d'affaires, avocat, auteur et magistrat, né à Saint-Jean ;
- Howard Douglas Troop (1839-1912), homme d'affaires, mort à Saint-Jean ;
- Jacob Valentine Troop (1809-1881), homme d'affaires, armateur et homme politique, mort à Saint-Jean ;
- William Henry Tuck (1831-1931), avocat et juge, né et mort à Saint-Jean ;
- William Wallace Turnbull (1828-1899), homme d'affaires et philanthrope, mort à Saint-Jean.

## V
- Yvon Vautour (1956 - ), joueur de hockey, né à Saint-Jean.

## W
- Abraham Beverley Walker (1851-1909), avocat et journaliste, mort à Saint-Jean ;
- John Ward (en) (1753-1846), homme d'affaires, officier de milice, homme politique et juge de paix, mort à Saint-Jean ;
- Lyman Ward (1941-), acteur, né à Saint-Jean ;
- Alexander Wedderburn (1796-1843), homme d'affaires, fonctionnaire et auteur, mort à Saint-Jean ;
- Roger Wedge (1948 -), homme politique, né à Saint-Léonard ;
- Rodney Weston (1964-), administrateur, pompier et homme politique, né à Saint-Jean ;
- Rupert Wilson Wigmore (1873-1973), ingénieur et homme politique, né à Saint-Jean ;
- Yvonne Wilson, écrivaine, née à Saint-Jean ;
- Edward Willis (1835-1891), journaliste, éditeur, homme politique et fonctionnaire, mort à Saint-Jean ;
- Benjamin Wolhaupter (1800-1857), horloger, orfèvre, marchand, juge de paix, officier de milice et fonctionnaire, né à Saint-Jean.

- le quatuor de rameurs Robert Fulton, George Price, Samuel Hutton et Elihja Ross